# Mike McCarthy
Ne doit pas être confondu avec Mick McCarthy.
Pour l'entraîneur de football américain, voir Mike McCarthy (football américain).
Mike McCarthy (né le 26 juin 1968 à Brooklyn) est un coureur cycliste américain. Professionnel de 1990 à 1998, il a été champion du monde de poursuite en 1992 et champion de course en circuit des États-Unis la même année.
Il est intronisé au Temple de la renommée du cyclisme américain en 2010.

## Palmarès sur piste

### Championnats du monde
- Maebashi 1990
  -  Médaillé de bronze de la poursuite amateurs
- Valence 1992
  -  Champion du monde de poursuite

## Palmarès sur route
- 1986
  -  Champion des États-Unis sur route juniors

- 1988
  - 2e du championnat des États-Unis du critérium

- 1990
  - Bay Classic

- 1991
  - Prologue, 6e et 15e étapes de l'International Cycling Classic
  - Prologue, 6e et 15e étapes de la Fresca Classic
  - Bay Classic

- 1992
  -  Champion des États-Unis du critérium
  - Bay Classic
  - Grand Prix Revco
  - Gaslamp Grand Prix

- 1993
  - Championnat de New York City

- 1994
  - Tour de Christiana
  - Championnat de New York City

- 1995
  - 5e et 7e étapes du Tour de Taïwan
  - 9e étape de la Fresca Classic
  - 1re étape de la Redlands Classic
  - Championnat de New York City
  - Open Criterium Championship
  - 3e de l'Athens Twilight Criterium

- 1996
  - 4e étape du Rapport Toer

- 1997
  - 5e étape de la Red River Classic
  - 7e étape du Tour de l'Ohio
  - 4e étape de la Redlands Classic
  - 5e étape de la Boulder Stage Race
  - Championnat de New York City

- 1998
  - 1re et 4e étapes du Tour du Japon
  - 4e étape du Tour de la Willamette
  - Classement général du Bermuda Grand Prix
  - 3e de la First Union Classic